# Tripo Tomas
Tripo Tomas (14. siječnja 1885. – 1975.), skladatelj, glazbenik, hrvatsko-crnogorski kulturni djelatnik iz Kotora, Crna Gora, podrijetlom iz Hrvatske

## Životopis
Rodio se u hrvatskoj obitelji podrijetlom iz Kaštel–Lukšića, koja je već treći naraštaj živjela u Kotoru. Osnovnu pohađao u Kotoru. Otac mu je radio kao podvornik u gimnaziji. Htio je da mu sin ide u gimnaziju, ali Tripo je kao dijete bio zanesen glazbom. Pratio je vojne glazbe na vježbama i naučio njihov repertoar. Onda nije bilo glazbenih škola u Kotoru, pa poslije osnovne nije otišao u srednju, nego je pošao za obrtnika. Izučio je za brijača. Glazbu nije zapustio nego je svirao u puhačkom orkstru, a također bio i pjevao.
Prve je glazbene poduke dobio od kapelnika, koji su mu prenijeli toliko znanja o puhačkim glazbalima da je već postao glazbeni pedagog. Prvo ga je učio Anicetto Toffoletti, pa njegovi nasljednici, Česi Urlich i Vitek. Urlich ga je učio svirati violinu. S 14 godina dobio je prvu dionicu es–trube. Kad je došao Antun Bagatella, dobio je prvu dionicu basfligerhorna. Sa 16. godina dobio je ulogu trombonista. Trombon je svirao više od 50 godina. Na tom instrumentu svirao je preko pola stoljeća.
Mandolinski orkestar HGD CG, koji djeluje od 2001., nosi ime Tripa Tomasa.
Autor glazbe špice serije Naše malo misto.
Član Udruženja kompozitora Crne Gore. 
Pokopan je u Škaljarima 14. svibnja 1975. godine.

## Vanjske poveznice
- Festival klapa Perast  Arhivirana inačica izvorne stranice od 29. listopada 2018. (Wayback Machine) Miloš Milošević – Muzičke teme i portreti (CANU Titograd 1982)